# بانگ دائه-دو

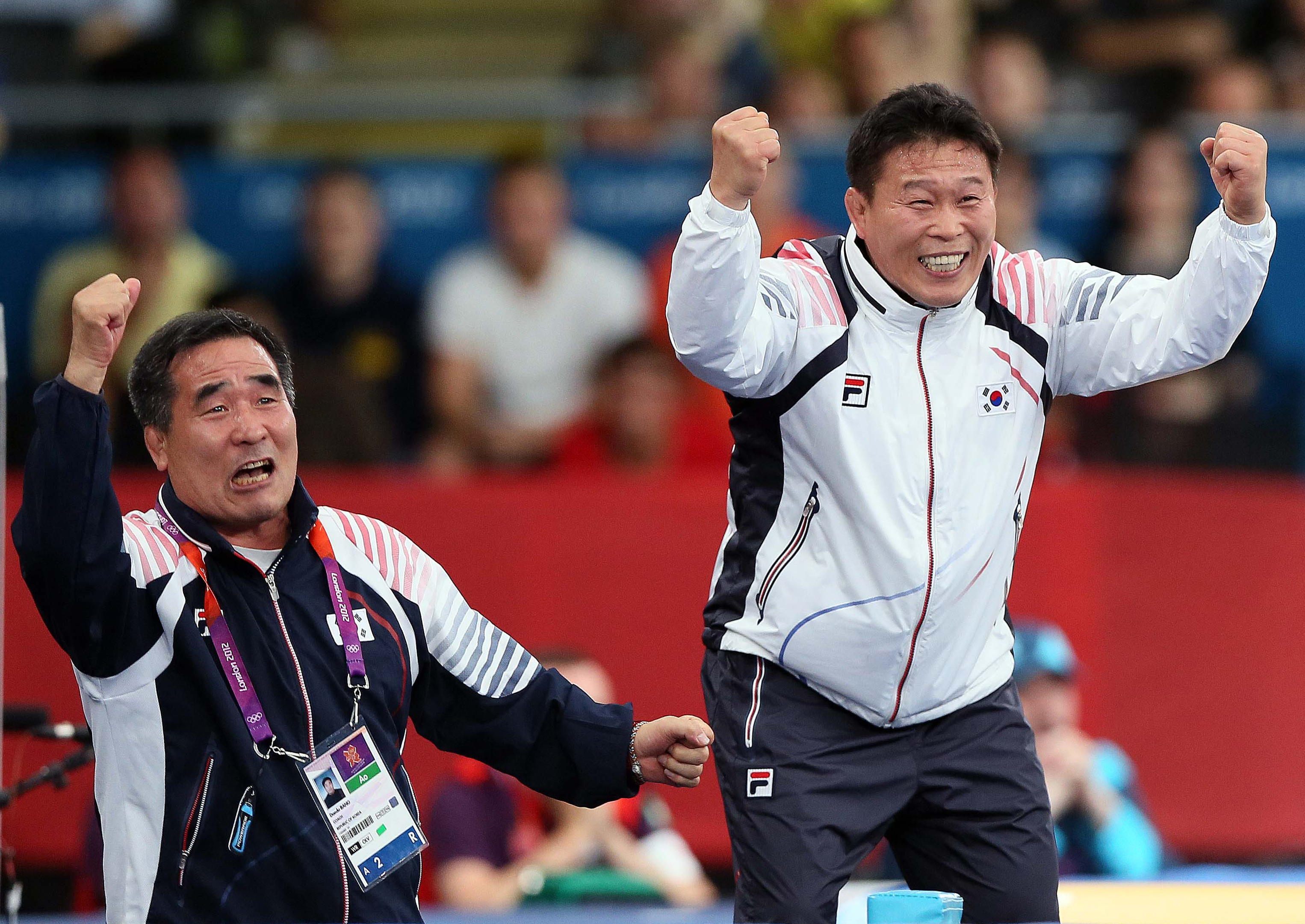
بانگ دائه-دو (سمت چپ تصویر) - ۲۰۱۲

بانگ دائه-دو (انگلیسی: Bang Dae-du؛ زادهٔ ۱۴ اکتبر ۱۹۵۴) کشتی‌گیر اهل کره جنوبی است.